# Vic-en-Bigorre
Vic-en-Bigorre település Franciaországban, Hautes-Pyrénées megyében. Lakosainak száma 4830 fő (2022. január 1.). Vic-en-Bigorre Maubourguet, Casteide-Doat, Lamayou, Artagnan, Bazillac, Caixon, Camalès, Gensac, Lafitole, Nouilhan, Pujo, Saint-Lézer, Sanous és Sarriac-Bigorre községekkel határos.

## Népesség
A település népessége az elmúlt években az alábbi módon változott:
| Lakosok száma | 4990 | 5030 | 5210 | 4897 | 4864 | 4843 | 4831 | 4822 | 4830 |
|               | 2013 | 2015 | 2016 | 2017 | 2018 | 2019 | 2020 | 2021 | 2022 |